# Principio de congruencia
En la contabilidad de devengamiento, el principio de congruencia indica que un gasto debe declararse en el mismo período en el que se devengan los ingresos correspondientes, y está asociado con la contabilidad de devengo y el principio de reconocimiento de ingresos establece que los ingresos deben registrarse durante el período en el que se ganan, independientemente de cuándo se produzca la transferencia de efectivo. Al reconocer los costos en el período en el que se incurren, una empresa puede ver cuánto dinero se gastó para generar ingresos, reduciendo el "ruido" que produce el desajuste temporal entre el momento en que se incurren los costos y el momento en que se obtienen los ingresos. Por el contrario, en la contabilidad de caja se reconoce un gasto cuando se paga el efectivo, independientemente de cuándo se incurrió realmente en el gasto.
Si no existe una relación de causa y efecto (p. ej., una venta es imposible), los costos se reconocen como gastos en el período contable en el que expiraron: es decir, cuando se han agotado o consumido (p. ej., de bienes deteriorados, vencidos o de calidad inferior, o servicios no demandados). Los gastos pagados por anticipado no se reconocen como gastos, sino como activos hasta que se cumple una de las condiciones de calificación que resulta en un reconocimiento como gastos. Por último, si no se puede establecer una conexión con los ingresos, los costos se reconocen inmediatamente como gastos (por ejemplo, costos administrativos generales y de investigación y desarrollo).
Los gastos pagados por adelantado, como los salarios de los empleados o los honorarios de los subcontratistas pagados o prometidos, no se reconocen como gastos; se consideran activos porque proporcionarán probables beneficios futuros. Cuando se utiliza un gasto prepago, se realiza un asiento de ajuste para actualizar el valor del activo. En el caso del alquiler prepago, por ejemplo, el costo del alquiler del período se deduciría de la cuenta de alquiler prepago.

## Gasto y gestión temporal del efectivo
Existen dos tipos de cuentas de compensación para evitar ganancias y pérdidas ficticias que de otra manera podrían ocurrir cuando el efectivo no se paga en los mismos períodos contables en los que se reconocen los gastos, porque los gastos se reconocen cuando se incurre en obligaciones independientemente de cuándo se paga el efectivo de acuerdo con la conciliación principio en la contabilidad de devengo. El efectivo puede pagarse en un período anterior o posterior al que se incurre en las obligaciones (cuando se reciben bienes o servicios) y se reconocen los gastos relacionados que dan como resultado los dos tipos de cuentas siguientes:
- Gasto devengado: el gasto se reconoce antes de que se pague el efectivo.
- Gasto diferido: el gasto se reconoce después de que se paga el efectivo.

Gastos devengados son un pasivo con un calendario o monto incierto, pero donde la incertidumbre no es lo suficientemente significativa como para calificarlo como una provisión. Un ejemplo es la obligación de pagar por bienes o servicios recibidos de una contraparte, mientras que el efectivo por ellos se pagará en un período contable posterior cuando su monto se deduzca de los gastos devengados. Comparte características con los ingresos diferidos con la diferencia de que un pasivo que se cubrirá último es el efectivo recibido de una contraparte, mientras que los bienes o servicios se entregarán en un período posterior, cuando dicho ingreso es ganado, se reconoce la partida de ingresos relacionada y la misma cantidad se deduce de los ingresos diferidos.
Gastos diferidos (o gastos pagados por anticipado o pago anticipado) son un activo, como el efectivo pagado a una contraparte por bienes o servicios que se recibirán en un período contable posterior cuando se reconoce realmente el cumplimiento de la promesa de pago, la partida de gasto relacionada se reconoce, y la misma cantidad se deduce de los pagos anticipados. Comparte características con los ingresos devengados (o activos devengados) con la diferencia de que un activo que se cubrirá posteriormente mediante una entrega de bienes o servicios, que es cuando se obtiene dicha partida de ingresos y se reconoce la partida de ingresos relacionada, mientras que el efectivo para ellos se recibirá en un período posterior, cuando su monto se deduzca de los ingresos devengados.